# Дуглас, Кэти
Кэтрин Элизабет «Кэти» Дуглас (англ. Kathryn Elizabeth "Katie" Douglas; род. 7 мая 1979, Индианаполис, Индиана) — американская профессиональная баскетболистка, выступавшая в женской национальной баскетбольной ассоциации. Была выбрана на драфте ВНБА 2001 года в первом раунде под общим десятым номером клубом «Орландо Миракл». Играла на позиции свингмэна.

## Биография

### Ранние годы
Дуглас училась в школе Перри Меридиана, после окончания которой, поступила в Университет Пердью. В составе университетской команды, она выиграла чемпионат NCAA в 1999 году. В 2001 году, Дуглас была названа игроком года, конференции Big Ten.

### ЖНБА
Дуглас была выбрана под десятым общим номером на Драфте ЖНБА 2001 года, командой «Орландо Миракл». В 2003 году вместе с «Орландо Миракл» переехала в Коннектикут, где стала играть за новую команду «Коннектикут Сан». В 2005 году была выбрана в Команду Лучших Защитников ЖНБА, а в 2006 году была выбрана на Матч Всех Звезд ЖНБА, по итогам которого Дуглас получила приз MVP Матча Всех Звезд.
2007 год Дуглас закончила пятой в ЖНБА по перехватам (65), седьмой по очкам (577) и двенадцатой по результативным передачам (125).
19 февраля 2008 года «Коннектикут Сан» обменял Дуглас в «Индиана Фивер», за Тамику Уитмор и право выбора в первом раунде Драфта ЖНБА 2008 года. В 2012 году, она выиграла свой первый титул чемпионки ЖНБА. Это был её четвёртый финал ЖНБА в карьере, хотя Дуглас не смогла принять участие в серии из-за травмы лодыжки, полученной в течение финала Восточной Конференции.

### Карьера в Европе
Играла за «Рос Касарес Валенсия», «ЦСКА», «Галатасарай», «Надежду» из Оренбурга, «Вислу» из Кракова и «Динамо» из Курска.

### Личная жизнь
Кэти Дуглас потеряла обоих родителей из-за рака: отца в 1997 году и мать в 2000 году. В 2001 году получила премию Джимми Вальвано, за её упорство после личных потерь.
Через неделю после финала ЖНБА 2005 года, вышла замуж за греческого спортивного агента Василиса Джалапакиса.
Дуглас — левша.